# Orientação sexual egodistônica
Orientação sexual egodistônica é um diagnóstico de saúde mental altamente controverso que era incluído no Diagnostic and Statistical Manual of Mental Disorders (DSM) da Associação Americana de Psiquiatria (APA) de 1980 a 1987 (sob o nome de homossexualidade ego-distônica) e na Classificação Internacional de Doenças (CID) da Organização Mundial de Saúde (OMS) de 1990 a 2019. Descreve uma condição egodistônica caracterizada por um indivíduo ciente de sua orientação sexual e que deseja uma diferente por causa de transtornos psicológicos e comportamentais associados, em alguns casos chegando a procurar tratamento para alterá-la.
Esse diagnóstico foi removido do DSM e do CID por ter sido considerado um meio pelo qual a homossexualidade continuava a ser patologizada por profissionais da saúde, como psiquiatras e psicólogos. No CID, a categoria foi incluída em sua 10ª edição, em meio aos conflitos relacionados à remoção da homossexualidade da lista de transtornos. Em 2014, o Grupo de Trabalho sobre a Classificação de Transtornos Sexuais e Saúde Sexual publicou um relatório recomendando a remoção desta categoria da nova edição do CID, por sua utilização acabar por perpetuar estigmas e discriminações contra homossexuais. Seguindo tais recomendações, o CID-11 foi publicado em 2019 sem este diagnóstico. Trata-se atualmente de um diagnóstico ultrapassado, em desuso.

## Decisão judicial
No Brasil, uma decisão do juiz Waldemar Cláudio de Carvalho da 14ª Vara do Distrito Federal foi proferida em relação à ação popular movida por um grupo de psicólogos, questionando a Resolução nº o1/1990 do Conselho Federal de Psicologia (CFP), a qual proíbe os psicólogos de oferecerem terapia de reorientação sexual. O magistrado declarou que o CFP não pode “privar o psicólogo de estudar ou atender àqueles que, voluntariamente, venham em busca de orientação acerca de sua sexualidade, sem qualquer forma de censura, preconceito ou descriminalização”. Na ação, foi utilizada o diagnóstico de "orientação sexual egodistônica" como justificativa para a suspeição da resolução.
Nesse sentido, defere “em parte, a liminar requerida para, sem suspender os efeitos da Resolução nº 001/1990, determinar ao Conselho Federal de Psicologia que não a interprete de modo a impedir os psicólogos de promoverem estudos ou atendimento profissional, de forma reservada, pertinente à (re)orientação sexual”.
Porém, em abril de 2019, a Ministra Cármen Lucia do STF revogou a decisão, reestabelecendo a Resolução do CFP.]

## Orientações dos Conselhos Profissionais

### Médico
O Código de Ética Médica proíbe ao médico:
- Art. 23. Tratar o ser humano sem civilidade ou consideração, desrespeitar sua dignidade ou discriminá-lo de qualquer forma ou sob qualquer pretexto.
- Art. 24. Deixar de garantir ao paciente o exercício do direito de decidir livremente sobre sua pessoa ou seu bem-estar, bem como exercer sua autoridade para limitá-lo.

Logo o tratamento médico deve ajudar o paciente a se sentir melhor consigo mesmo e a tratar transtornos psiquiátricos como depressão maior e disfunção sexual que estejam ligados ao quadro. O tratamento pode incluir prescrever terapias hormonais, cirurgia para mudança de sexo e aprovar a mudança de nome no caso de pacientes que se revelem transexuais.

### Psicológico
A recomendação dos CFP são:
- Art. 1° - Os psicólogos atuarão segundo os  princípios éticos da profissão notadamente aqueles que disciplinam a não discriminação e a promoção e bem-estar das pessoas e da humanidade.
- Art. 2° - Os psicólogos deverão contribuir, com seu conhecimento, para uma reflexão sobre o preconceito e o desaparecimento de discriminações e estigmatizações contra aqueles que apresentam comportamentos ou práticas homoeróticas.
- Art. 3° - os psicólogos não exercerão qualquer ação que favoreça a patologização de comportamentos ou práticas homoeróticas, nem adotarão ação coercitiva tendente a orientar homossexuais para tratamentos não solicitados.
- Parágrafo único - Os psicólogos não colaborarão com eventos e serviços que  proponham tratamento e cura das homossexualidades.
- Art. 4° - Os psicólogos não se pronunciarão, nem participarão de pronunciamentos públicos, nos meios de comunicação de massa, de modo a reforçar os preconceitos sociais existentes em relação aos homossexuais como portadores de qualquer desordem psíquica.

O psicólogo deve ajudar o paciente a se sentir bem consigo mesmo.